# Mercury Cougar XR-7
Der Mercury Cougar XR-7 war ein Coupé der Personal-Luxury-Klasse, das von 1974 bis 1982 als eigenständiges Modell vermarktet wurde. Danach bezeichnete XR-7 die höchste Ausstattungsvariante des Mercury Cougar.

## Entwicklung des Begriffs XR-7

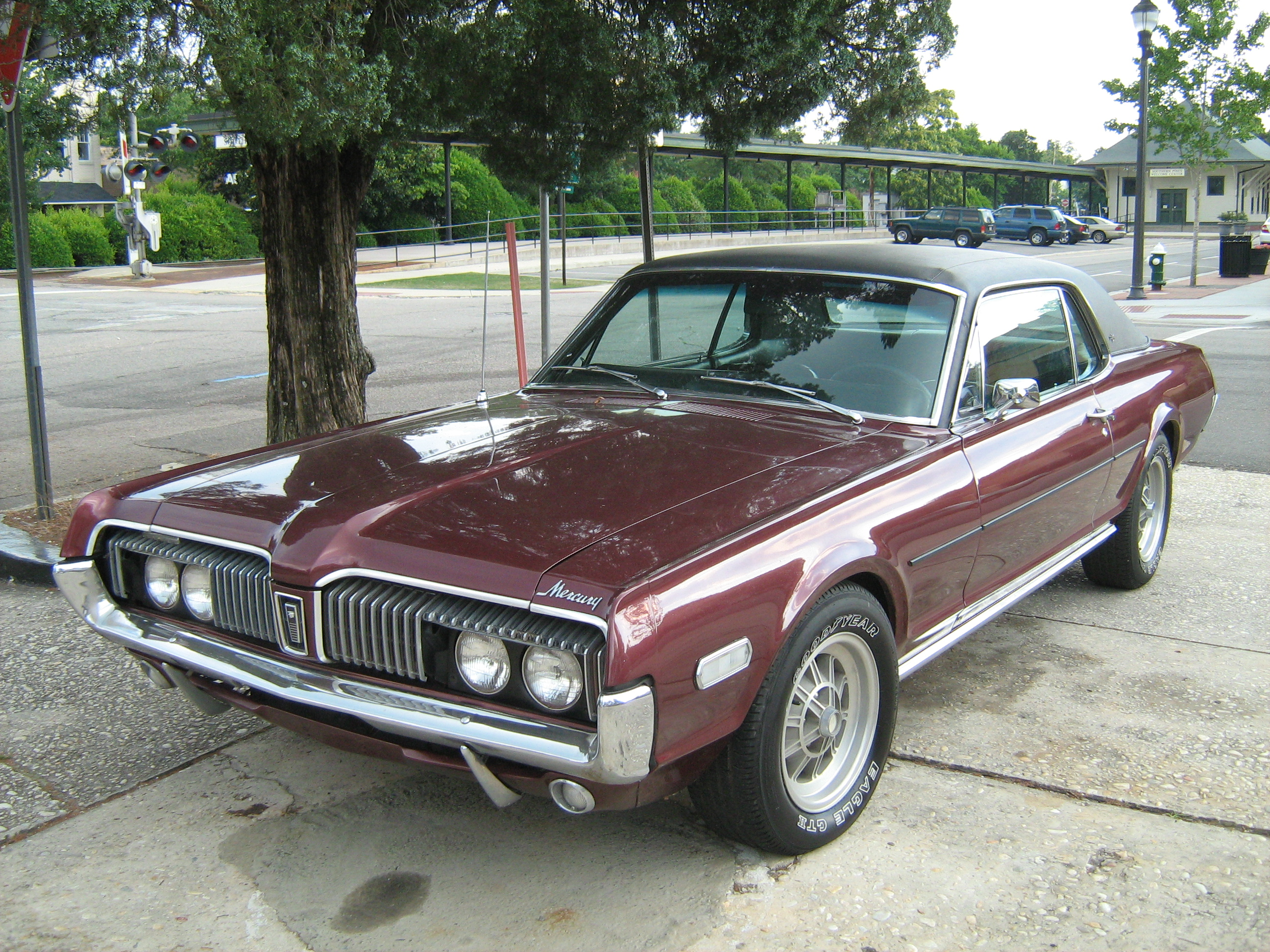
Mercury-Pendant zum Ford Mustang der ersten Generation: Der Cougar XR-7 (1967)

Die Modellgeschichte des Cougar XR-7 ist unübersichtlich. Ein Grund hierfür ist das in den 1970er-Jahren von der Mercury Division wiederholt vorgenommene Badge Shifting, d. h. das Verschieben etablierter Modellbezeichnungen auf unterschiedliche Fahrzeugklassen. 
In den Modelljahren 1967 bis 1973 bezeichnete der Begriff XR-7 lediglich eine besondere Ausstattungslinie des Mercury Cougar, der in dieser Zeit eine Mercury-Version des erfolgreichen Pony-Cars Ford Mustang war. Der Cougar wurde in dieser Zeit regelmäßig alternativ auch in anderen Versionen angeboten; im Modelljahr 1967 gab es beispielsweise neben dem XR-7 auch einen Cougar GT. Die XR-7-Versionen waren dabei jeweils die teuersten Ausführungen des Cougar.
Zum Modelljahr 1973 verkleinerte Ford den Mustang erheblich; der nun Ford Mustang II genannte Wagen wurde erstmals in der Geschichte des Modells auch mit Vierzylindermotoren angeboten. Mercury vollzog diese Entwicklung für den Cougar nicht nach und bot keine unmittelbare Ableitung des Mustang II unter eigenem Namen an. Stattdessen wurde der Cougar für das Modelljahr 1974 neu positioniert. Anstelle des bisherigen sportlichen Coupés wurde aus dem Cougar nun ein Modell der Personal-Luxury-Klasse, in der die Betonung auf Komfort lag. Zugleich änderte sich die Modellbezeichnung: Von 1974 bis 1976 hießen die Fahrzeuge ausnahmslos 'Cougar XR-7'. Der Begriff XR-7, der in den Jahren zuvor lediglich eine bestimmte Ausstattungsvariante bezeichnet hatte, wurde also zum festen Bestandteil der Modellbezeichnung. 
In den Jahren 1974 bis 1982 war der Cougar XR-7 ein eigenständiges Modell, das nur als Coupé angeboten wurde. Von 1977 bis 1982 war er zwar mit den zweitürigen Versionen des zeitgleich produzierten Mercury Cougar, der keinen Namenszusatz trug, technisch verwandt; die regulären Limousinen, Coupés und Kombis der Cougar-Reihe waren in dieser Zeit allerdings reine Mittelklassemodelle ohne besondere sportliche oder luxuriöse Eigenschaften. 
Der XR-7 verlor seine Eigenständigkeit mit dem Modelljahr 1983. Seitdem war die gesamte Baureihe Cougar als Pendant zum Ford Thunderbird zu verstehen; vier- und fünftürige Versionen entfielen wieder. Ab 1983 war der XR-7 daher wieder eine von mehreren Ausstattungsvarianten des Cougar.

## Die Modelle der Cougar XR-7-Reihe

### Cougar XR-7 (1974–1976)

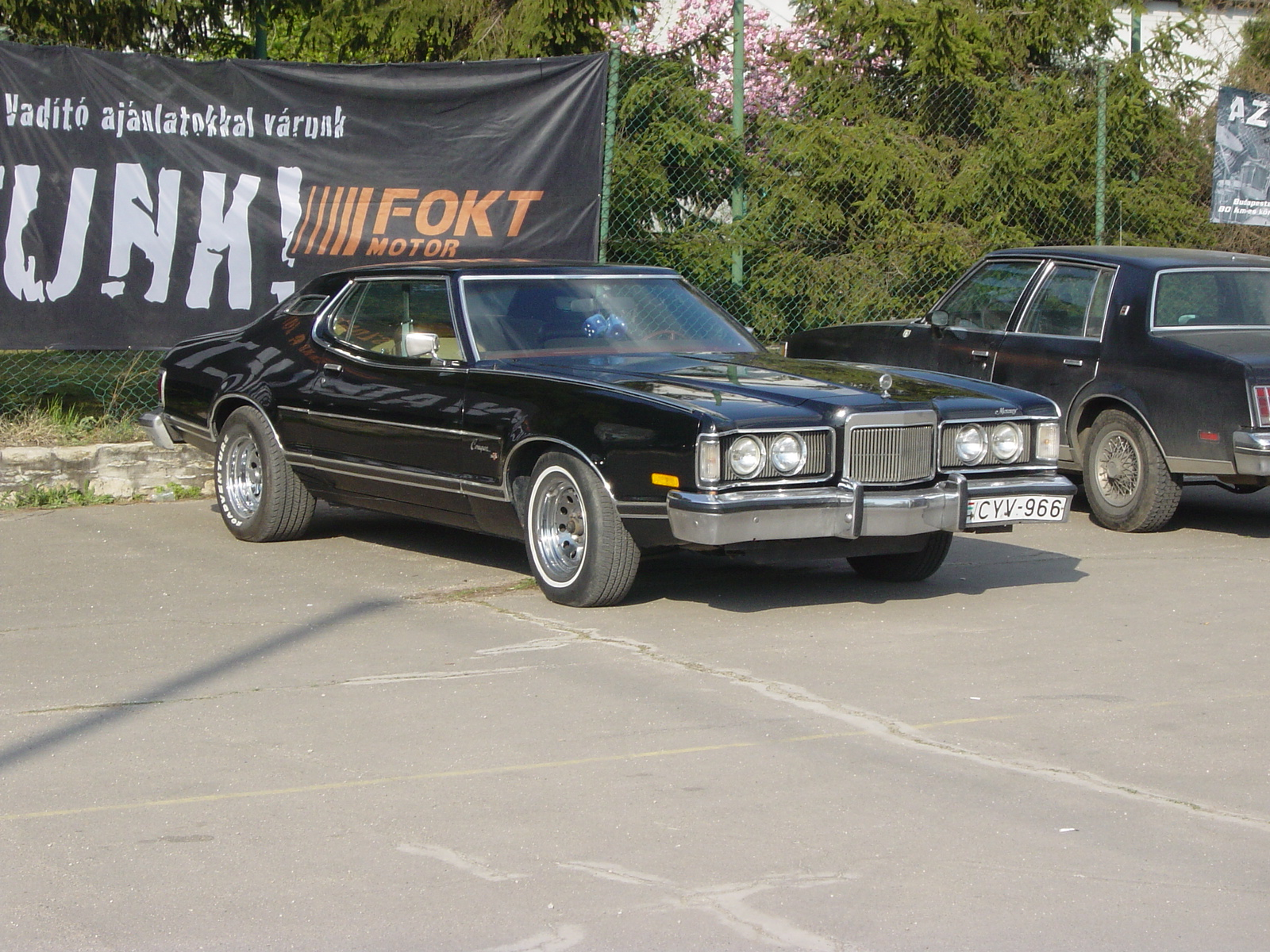
Luxuausgabe des Mercury Montego Coupé: Der Cougar XR-7 der Baujahre 1974 bis 1976

In den Modelljahren 1974 bis 1976 bot Mercury lediglich den Cougar XR-7 an; einen einfachen Cougar (ohne Zusatz XR-7) gab es in dieser Zeit nicht.
Der Cougar XR-7 der  Modelljahre 1974 bis 1976 war der erste Cougar, der als Personal Luxury Car vermarktet wurde. In technischer Hinsicht war er eng mit den Mittelklassemodellen des Ford-Konzerns verwandt. Er basierte nun auf dem Mercury Montego-Coupé, das seinerseits die Mercury-Version des Ford Torino war. Sein Parallelmodell bei Ford war der Ford Elite, der  unterhalb des großen und teuren Thunderbird positioniert war. Der Cougar XR-7 beruhte anders als sein Vorgänger auf einem separaten Kastenrahmen und wurde von Achtzylindermotoren mit Hubräumen von 5,8 Litern bis 7,5 Litern angetrieben. 
Vom Montego Coupé unterschied sich der Cougar XR-7 lediglich durch eine modifizierte Frontpartie, die eine abweichende Grillgestaltung aufwies. Im Übrigen waren die Blechteile identisch. Die Innenausstattung war hochwertiger, auf Wunsch gab es Lederbezüge für die Sitze und elektrische Betätigungen für Fenster, Sitze und Kofferraumdeckel.
Der Cougar XR-7 wurde im Modelljahr zu einem Preis von 4.705 US-$ angeboten. Er war damit 1.500 US-$ teurer als das Montego-Coupé und ähnlich teuer wie ein großes Coupé der Full-Size-Reihe Mercury Marquis. Ungeachtet des Preisunterschieds entstanden in den drei Produktionsjahren jeweils deutlich mehr Exemplare vom Cougar XR-7 als vom technisch identischen Montego Coupé. Insgesamt wurden 299.050 Exemplare des Cougar XR-7 hergestellt.

### Cougar XR-7 (1977–1979)

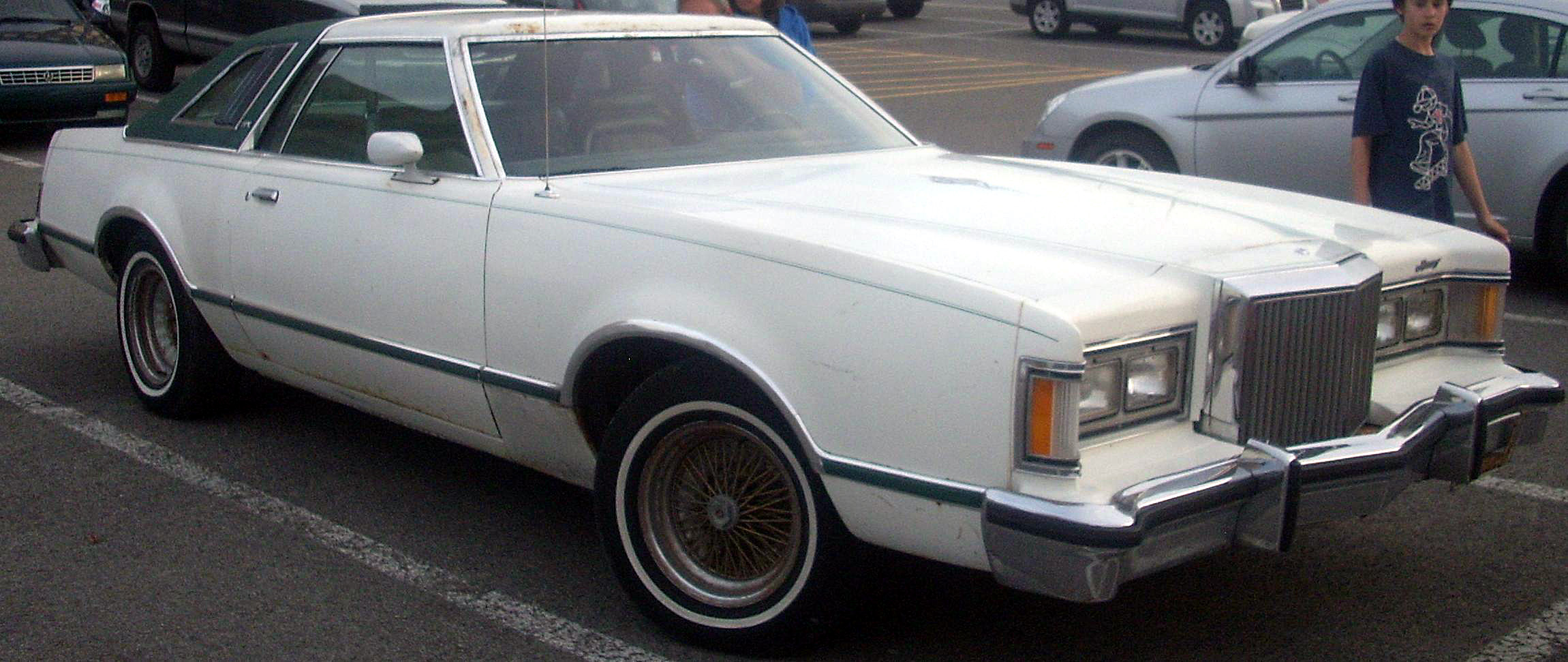
Parallelmodell zum Ford Thunderbird: Mercury Cougar XR-7 der Baujahre 1977 bis 1979

Die zweite Generation des Mercury Cougar XR-7 war unmittelbar als Gegenstück zum (verkleinerten) Ford Thunderbird positioniert. Sowohl der Thunderbird als auch der Cougar XR-7 beruhten technisch auf den Mittelklassemodellen des Ford-Konzerns, die ab 1977 Ford LTD II und Mercury Cougar (ohne Zusatz XR-7) hießen.
Der Cougar XR-7 nutzte wie der Thunderbird wiederum einen konstruktiv einfachen Kastenrahmen, auf den eine Coupé-Karosserie aufgesetzt war. Stilistisch hob sich der Cougar XR-7 durch eine eigenständig gestaltete Heckpartie vom regulären, Cougar Two Door genannten Basiscoupé ab. Der Cougar XR-7 hatte vertikale statt horizontale Heckleuchten, und der Kofferraumdeckel, der in der Werbung als Continental Type bezeichnet wurde: Der Koffraumdeckel enthielt eine eckige Ausbuchtung, deren Gestaltung an den Continental Mark V erinnern sollte. Bei den teuren Luxuscoupés der Lincoln Mark Series war es üblich, den Koffraumdeckel so zu gestalten, dass der Eindruck entsteht, als decke er ein stehend befestigtes Reserverad ab. Das Dach über dem hinteren Teil der Fahrgastzelle war mit Vinyl bezogen, das entweder farblich zur Karosserie passte oder in deutlichem Farbkontrast gehalten war.
Als Antrieb dienten Achtzylindermotoren mit 5,0 bzw. 5,8 Litern Hubraum; 1977 und 1978 war darüber hinaus auch ein 6,6 Liter großer Achtzylindermotor erhältlich. 
Der Verkaufspreis des Cougar XR-7 lag 200 US-Dollar über dem des Thunderbird mit Basisausstattung; 1977 kostete der Cougar XR-7 in serienmäßiger Ausstattung 5.200 US-Dollar. 
Der Cougar XR-7 war erfolgreicher als alle Modelle der Cougar-Baureihe zusammen. Insgesamt entstanden in drei Jahren 454.815 Exemplare vom Cougar XR-7. Der Thunderbird verkaufte sich in dieser Zeit mehr als doppelt so gut.

### Cougar XR-7 (1980–1982)

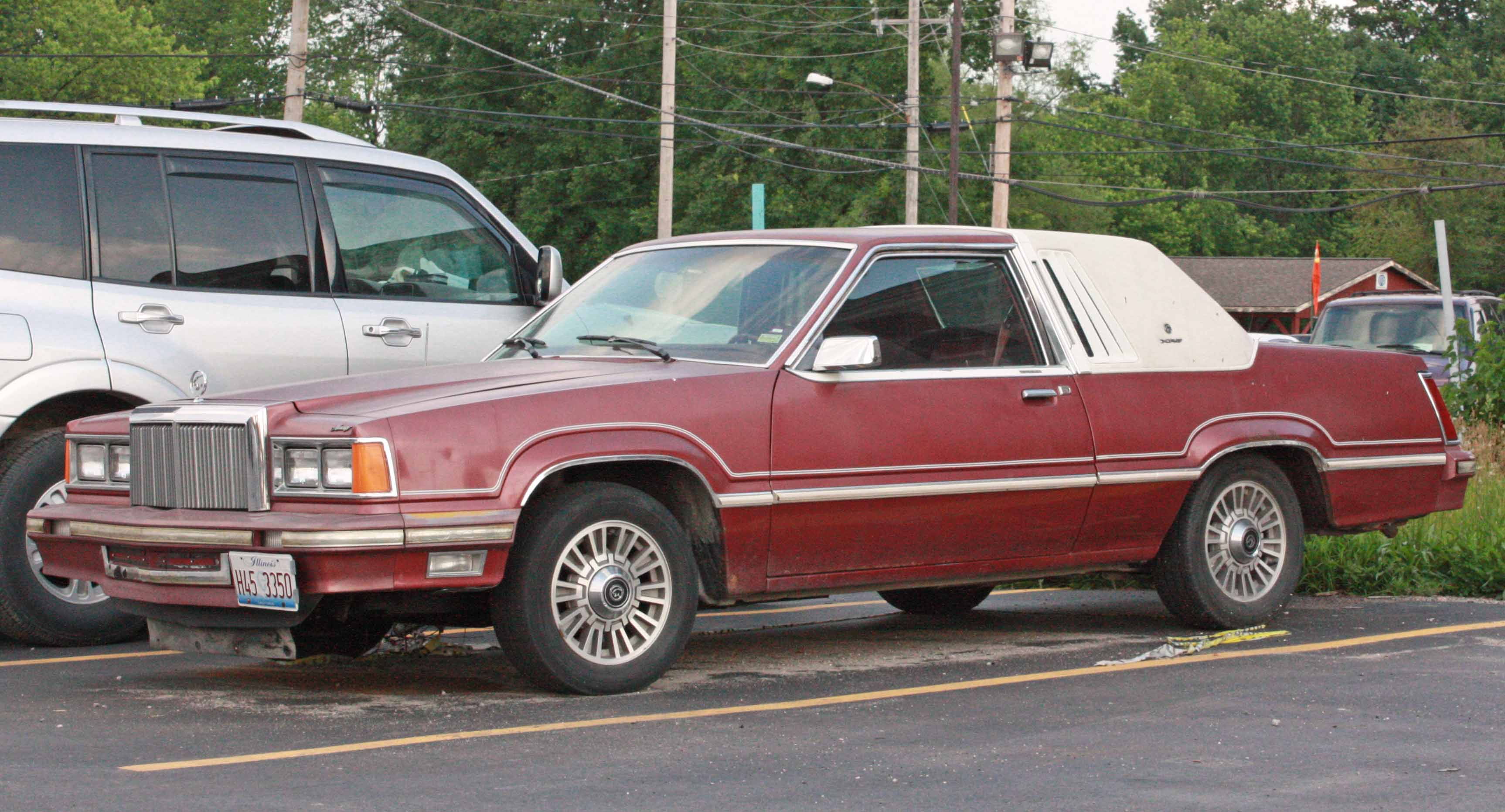
Deutlich verkleinert: Der Mercury Cougar XR-7 der Baujahre 1980 bis 1982

Die dritte Generation des Cougar XR-7 war wiederum das Mercury-Pendant des Ford Thunderbird. Mit dem Modellwechsel ging eine deutliche Reduzierung der Größe einher. Der Cougar XR-7 und der Thunderbird basierten nunmehr auf der Fox-Plattform. Sie waren daher mit dem Ford Granada und dem Ford Fairmont verwandt.
Die Karosserie war nun wieder selbsttragend konstruiert. Sie war strukturell mit der zweitürigen Version des Ford Granada bzw. Mercury Cougar identisch, zeigte aber eine abweichende Detailgestaltung. Dies machte sich insbesondere im Bereich der C-Säule bemerkbar. Während sie bei der als Two Door bezeichneten zweitürigen Version des Cougar steil stand, wies der Cougar XR-7 eine geneigtere, breitere und mit Vinyl überzogene C-Säule auf; die hinteren Seitenfenster waren deutlich kleiner als beim Cougar Two Door. 
Als Antrieb dienten Achtzylindermotoren mit 4,2 und 5,0 Litern Hubraum; ab 1981 war auch ein 3,8 Liter großer Sechszylindermotor erhältlich. Der Innenraum war mit Einzelsitzen ausgestattet, auf Wunsch gab es Recaro-Sitze. 
Mit der Einführung des verkleinerten Cougar XR-7 sank die Produktion dramatisch. Die Produktionszahlen des Ford Thunderbird halbierten sich im Vergleich von 1980 zu 1979, die des Cougar XR-7 sanken auf ein Drittel des Vorjahreswerts.